# São Jorge
São Jorge (em grego: Άγιος Γεώργιος; romaniz.: Ágios Geṓrgios; em latim: Georgius; entre 275 e 280 — 23 de abril de 303), também conhecido como Jorge da Capadócia e Jorge de Lida foi, conforme a tradição, um soldado romano no exército do imperador Diocleciano, venerado como mártir cristão. Na hagiografia, São Jorge é um dos santos mais venerados no Catolicismo, na Igreja Ortodoxa, bem como na Comunhão Anglicana. É imortalizado na lenda em que mata o dragão. É também um dos catorze santos auxiliares. No cânon do Papa Gelásio (496 d.C.), São Jorge é mencionado entre aqueles que “foram justamente reverenciados pelos homens e cujos atos são conhecidos somente por Deus”.
Considerado um dos mais proeminentes santos militares, a memória de São Jorge é celebrada nos dias 23 de abril e 3 de novembro – a primeira é a data de sua morte, e a segunda, a data da consagração da igreja dedicada a ele em Lida (Israel), na qual se encontram sua sepultura e suas relíquias. A igreja de São Jorge em Lida foi erguida a mando do imperador romano Constantino.
São Jorge é o santo padroeiro em diversas partes do mundo, tais como Inglaterra, Geórgia, Lituânia, Sérvia, Montenegro e Etiópia, além de ser um padroeiro menor de Portugal, bem como das seguintes cidades: Londres, Barcelona, Gênova, Régio da Calábria, Ferrara, Friburgo, Moscou e Beirute. No Oriente, ele é conhecido como “megalomártir”, ou seja, “grande mártir”. Ele também é reconhecido como modelo de homem virgem, ao lado de São João Evangelista e do próprio Jesus Cristo.
Há uma tradição que aponta o ano 303 como ano da sua morte. Apesar de sua história se basear em narrativas lendários e apócrifas (decreto gelasiano do século VI), a devoção a São Jorge se espalhou por todo o mundo.

## História
No caso específico — São Jorge — os limites terrenos e espirituais extrapolam o conhecimento atual, pois, sendo a sua existência real envolvida pelo mito, não se pode afirmar categoricamente onde termina a verdade e onde começa a fábula. Ademais, investindo no estado de santidade, sua figura celestial se confunde com a imagem material que os devotos têm dele.
Fato é que, embora se trate de uma pessoa real, as origens deste mártir tão enobrecido pela hagiologia são confusas e incertas. O Breviário Romano não narra a história do santo, pois o Papa Gelásio I (492 a 496) foi ao ponto de proibir que se lessem suas atas por as considerar apócrifas e imbuídas de erros.
Os detalhes exatos do nascimento de São Jorge são debatidos há séculos, apesar da data de sua morte ser sujeita a pouco questionamento. A Enciclopédia Católica toma a posição de que não há base para duvidar da existência histórica de São Jorge, mas põe pouca convicção nas histórias fantásticas sobre ele.
Algumas fontes indicam que seus pais eram cristãos da família nobre romana dos Anicii, ao tempo em que outras fontes dizem que seus pais eram cristãos de origem grega.
De acordo com lendas já em voga no século IV, Jorge teria nascido na antiga Capadócia, região do centro da Anatólia que, atualmente, faz parte da Turquia. Ainda criança, mudou-se à Palestina com sua mãe após seu pai, Gerôncio, morrer em batalha. Sua mãe, Policrômia, era originária de Lida, na Palestina, atual Lod, em Israel, era possuidora de muitos bens, tendo educado o filho com esmero na fé cristã. Ao atingir a adolescência, Jorge entrou para a carreira das armas, por ser a que mais satisfazia à sua natural índole combativa. Logo foi promovido a capitão do exército romano devido a sua dedicação e habilidade — qualidades que levaram o imperador a lhe conferir o título de conde da província da Capadócia. Aos 23 anos passou a residir na corte imperial em Nicomédia.

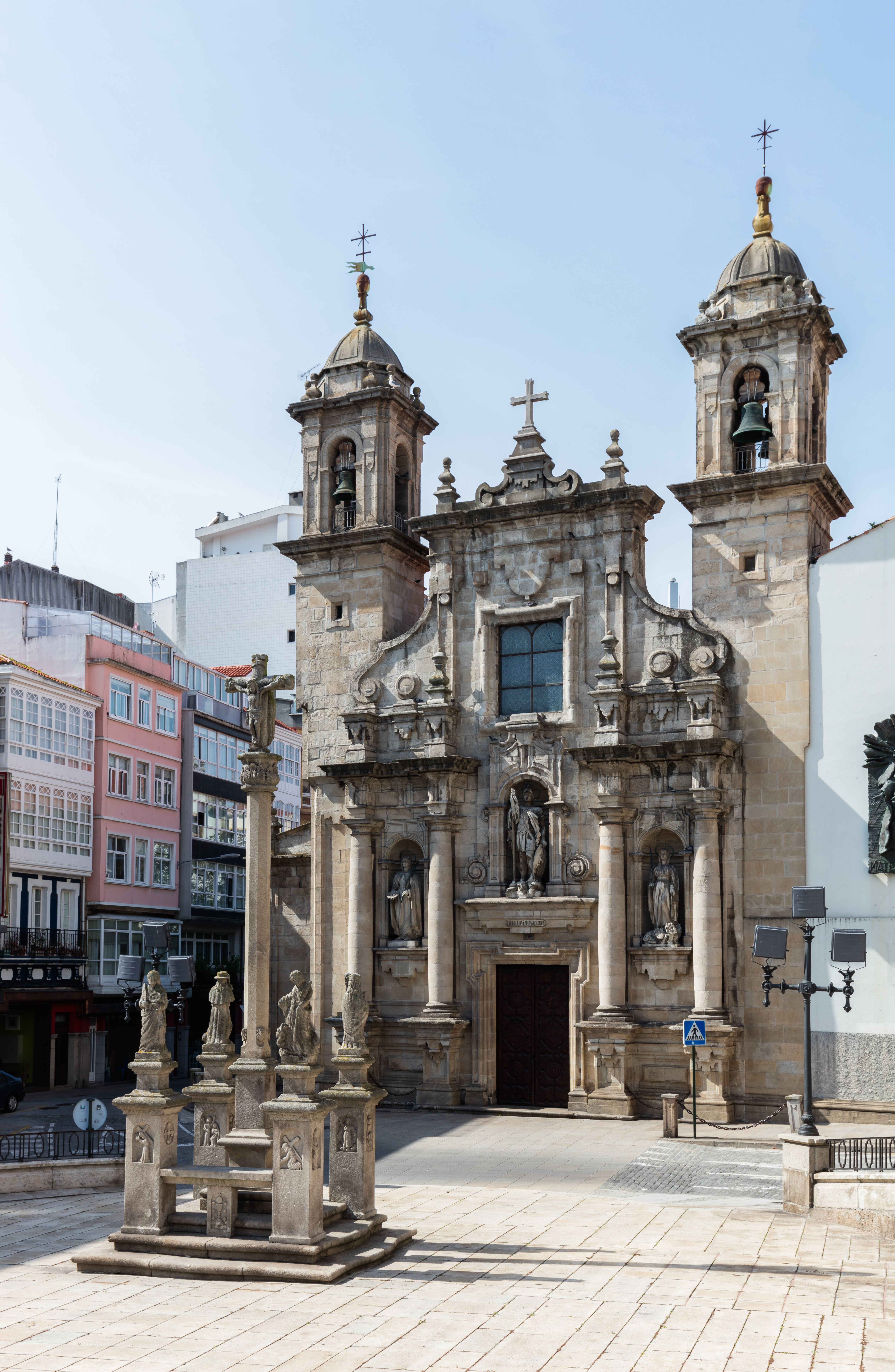
Igreja de São Jorge, Corunha, (Galiza), (Espanha)

Devido a seu carisma, Jorge não tardou em ascender na carreira e, antes de atingir os 30 anos, foi tribuno militar e conde, sendo encarregado como guarda pessoal do imperador Diocleciano (r. 284–305), em Nicomédia. Consta que, quando do falecimento de sua mãe, ele, tomado sua vultosa herança, tudo doou aos pobres e necessitados, causando tal fato surpresa na corte imperial, a qual ainda desconhecia a fé cristã de Jorge.
Em 303, Diocleciano (influenciado por Galério) publicou um édito que mandava prender todo soldado romano cristão e que todos os outros deveriam oferecer sacrifícios aos deuses romanos. Jorge foi ao encontro do imperador para objetar, e perante todos declarou-se cristão. Não querendo perder um de seus melhores tribunos, o imperador tentou dissuadi-lo oferecendo-lhe terras, dinheiro e escravos. Como Jorge mantinha-se fiel ao cristianismo, o imperador tentou fazê-lo desistir da fé torturando-o de vários modos. Após cada tortura, era levado perante o imperador, que lhe perguntava se renegaria a Jesus para adorar aos deuses romanos. Todavia, Jorge reafirmou sua fé, e seu martírio, aos poucos, foi ganhando notoriedade, com muitos romanos se solidarizando com as dores daquele jovem soldado, inclusive a mulher do imperador, que se converteu ao cristianismo. Finalmente, Diocleciano, não tendo êxito, mandou degolá-lo no dia 23 de abril de 303.

Ícone de São Jorge, Museu Cristão-Bizantino, Atenas

Brasão de Armas de Moscovo, cidade que tem São Jorge como Padroeiro

São Jorge foi sepultado em Lida (antiga Dióspolis, atual Lod). Anos mais tarde, o imperador cristão Constantino mandou erguer suntuoso oratório aberto aos fiéis, para que a devoção ao santo fosse espalhada por todo o Oriente.
No cânon do Papa Gelásio I, Jorge foi canonizado em 494, listado entre aqueles "cujos nomes são justamente reverenciados pelos homens, mas cujos atos são conhecidos apenas por Deus".
No século V, já havia cinco igrejas em Constantinopla dedicadas a São Jorge. Só no Egito, nos primeiros séculos após sua morte, construíram-se quatro igrejas e quarenta conventos dedicados ao mártir. Na Armênia, no Império Bizantino, no Estreito de Bósforo na Grécia, São Jorge era inscrito entre os maiores santos da Igreja Católica.

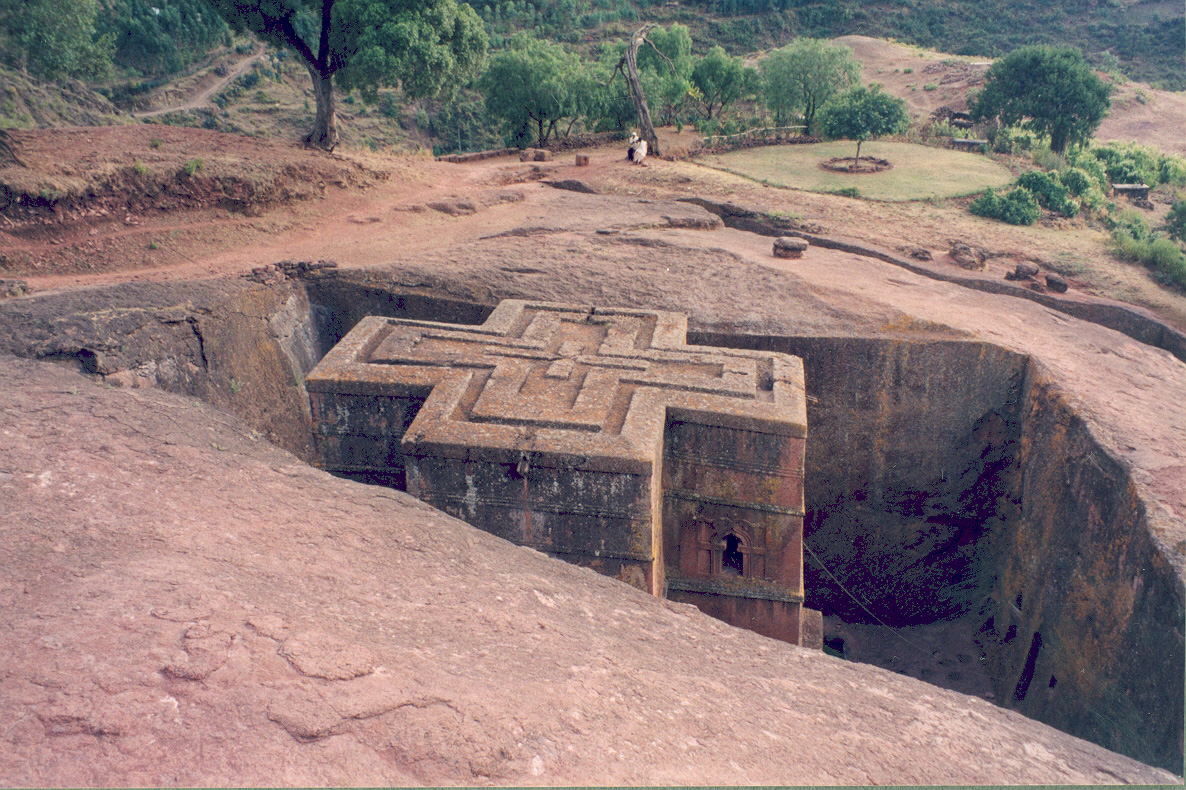
Igreja de São Jorge em Lalibela, Etiópia

Posteriormente, quando da reforma do calendário litúrgico realizada pelo Papa Paulo VI em 9 de maio de 1969, a observância do dia de São Jorge tornou-se facultativa, e não mais em caráter universal. De fato, a reforma retirou do calendário os santos dos quais não havia documentação histórica, mas apenas relatos tradicionais, porém tal expurgo não atingiu o santo da Capadócia. Falava-se, naqueles tempos, em "cassação de santos". No entanto, o fato da festividade de São Jorge ter se tornado opcional não quer dizer que não seja reconhecido como santo. Frise-se a reabilitação do santo como figura de primeira instância, assim como os arcanjos, lembrando a figura do próprio Jesus Cristo, pelo Papa João Paulo II em 2000, o que conferiu nova relevância a São Jorge.

### Disseminação da devoção a São Jorge

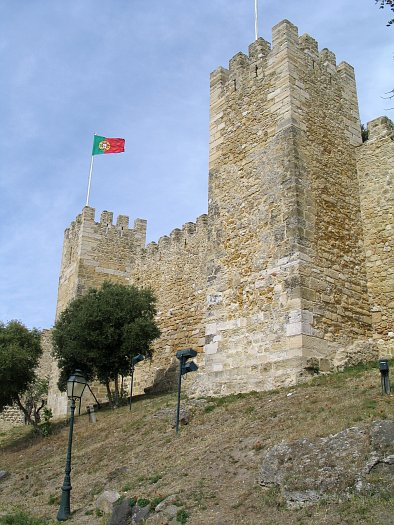
Castelo de São Jorge, Lisboa

Na Itália, era padroeiro da cidade de Gênova. Frederico III da Alemanha dedicou a ele uma ordem militar. Desde Dom Nuno Álvares Pereira, o santo é reconhecido como padroeiro de Portugal e do Exército. Na França, Gregório de Tours era conhecido por sua devoção ao santo cavaleiro; o Rei Clóvis dedicou-lhe um mosteiro, e sua esposa, Santa Clotilde, mandou erguer várias igrejas e conventos em sua honra. A Inglaterra foi o país ocidental onde a devoção ao santo teve papel mais relevante.
São Pedro Damião (1072), doutor da Igreja, em uma de suas festas disse: 
"De uma milícia transportou-se totalmente para outra, porque do ofício de tribuno terreno que exercia passou para a profissão da milícia cristã; como verdadeiro soldado valente, distribuiu todos os seus bens aos pobres, lançou fora a carga das posses das terras e, assim livre e desembaraçado, cingiu-se com a couraça da fé, mergulhou o ardente guerreiro de Cristo no mais denso da luta".
O monarca Eduardo III colocou sob a proteção de São Jorge a Ordem da Jarreteira, fundada por ele em 1348. Por considerá-lo o protótipo dos cavaleiros medievais, o rei inglês Ricardo I, comandante de uma das primeiras Cruzadas, constituiu São Jorge padroeiro daquelas expedições que tentavam reconquistar a Terra Santa dos muçulmanos. No século XIII, a Inglaterra já celebrava o dia dedicado ao santo e, em 1348, criou a Ordem dos Cavaleiros de São Jorge. Os ingleses acabaram por adotar São Jorge como padroeiro do país, imitando os gregos, que também trazem a cruz de São Jorge na sua bandeira.
Ainda durante a Grande Guerra, muitas medalhas de São Jorge foram cunhadas e oferecidas aos enfermeiros militares e às irmãs de caridade que se sacrificaram ao tomar conta dos feridos de guerra.
As artes, também, divulgaram amplamente a imagem do santo. Em Paris, no Museu do Louvre, há dois quadros famosos de Rafael intitulados São Jorge e o dragão. Na Itália, existem diversos quadros célebres, como um de autoria de Donatello.
A mais conhecida imagem brasileira de São Jorge seria, possivelmente, de autoria de Martinelli.

### Relíquias

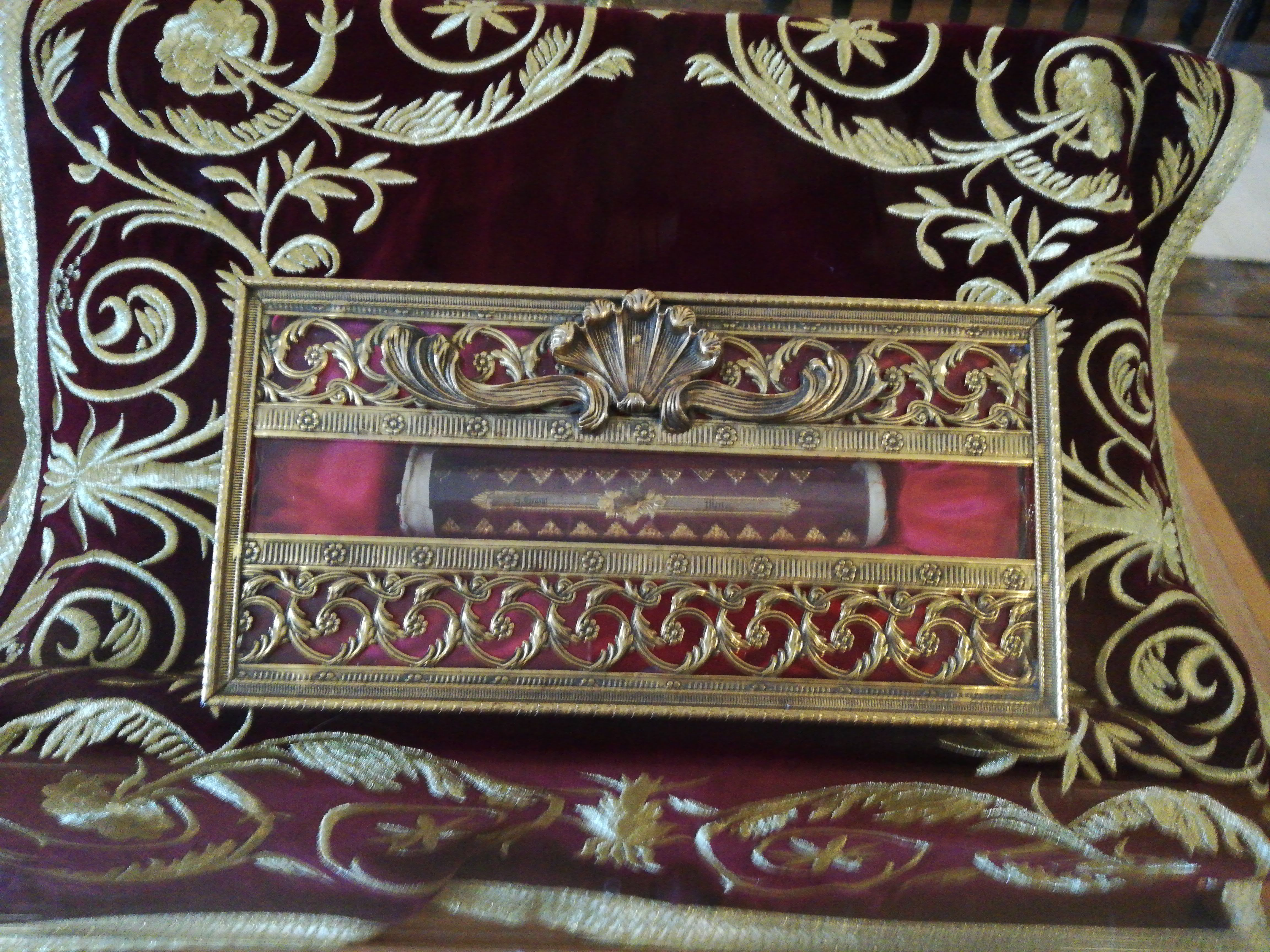
Relicário com as relíquias de São Jorge, na Igreja de São Jorge, na Ilha da Madeira, em Portugal.

Em abril de 2019, a igreja de São Jorge, em São Jorge, na ilha da Madeira, em Portugal, recebeu solenemente algumas relíquias de São Jorge, santo padroeiro daquela paróquia, por ocasião dos 504 anos da sua fundação. As relíquias foram entregues pelo então recém-empossado bispo do Funchal, D. Nuno Brás.

## Padroados

### Etiópia

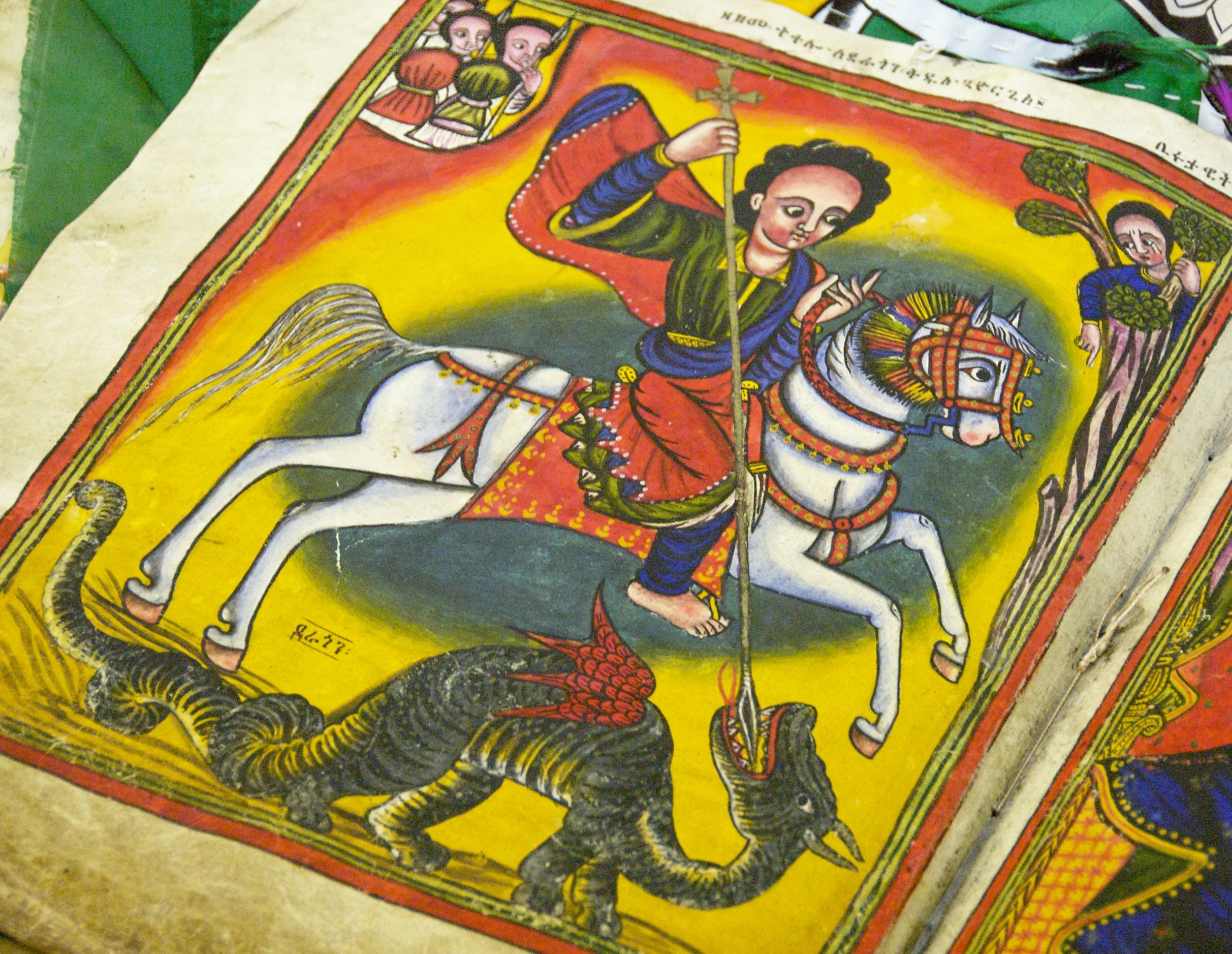
Ilustração etíope de São Jorge

São Jorge é um símbolo importante desde a idade média na monarquia etíope, estando presente da coroa dos imperadores etíopes, no verso da bandeira Imperial de Haile Selassie, e no complexo religioso de Lalibela (Nova Jerusalém) a principal igreja é em homenagem a São Jorge.

### Inglaterra
Não há consenso, porém, a respeito da maneira como teria se tornado padroeiro da Inglaterra. Seu nome era conhecido pelos ingleses e irlandeses muito antes da conquista normanda, o que leva a crer que os soldados que retornavam das cruzadas influíram bastante na disseminação de sua popularidade. Acredita-se que o santo tenha sido escolhido o padroeiro do reino quando o rei Eduardo III fundou a Ordem da Jarreteira, também conhecida como Ordem dos Cavaleiros de São Jorge, em 1348. De acordo com a história da Ordem da Jarreteira, o Rei Artur, no século VI, colocou a imagem de São Jorge em suas bandeiras. Em 1415, a data de sua comemoração tornou-se um dos feriados mais importantes do país.
Hoje em dia na Inglaterra, todavia, a festa de São Jorge comemorada todo dia 23 de abril tem tido menos popularidade ao longo das últimas décadas. Algumas rádios locais, como a BBC já chegaram a promover pesquisas de opinião perguntando qual seria, de acordo com a opinião pública, o santo padroeiro dos ingleses, e eis que o eleito foi Santo Albano. Muitos fatores contribuíram a isso. Primeiramente por ter sido substituído, segundo bula do Papa Leão XIII de 2 de junho de 1893, por São Pedro como padroeiro da Inglaterra — recomendação que perdura até hoje.
Atualmente, haja vista a grande popularidade e apelo turístico de festas como a escocesa St. Andrew's Day, a irlandesa St. Patrick's Day e mesmo a galesa St. David's Day, têm-se formado grande iniciativa de setores nacionalistas para que o St. George's Day volte a gozar da mesma popularidade entre os ingleses como antigamente.

### Portugal
Pensa-se que os Cruzados ingleses que ajudaram o Rei Dom Afonso Henriques a conquistar Lisboa, em 1147 terão sido os primeiros a trazer a devoção a São Jorge para Portugal. No entanto, só no reinado de D. Afonso IV que o uso de "São Jorge!" como grito de batalha se tornou regra, substituindo o anterior "Sant'Iago!".
O Santo Dom Nuno Álvares Pereira, Condestável do Reino, considerava São Jorge o responsável pela vitória portuguesa na batalha de Aljubarrota e aí está a Ermida de São Jorge a testemunhar esse facto. O Rei Dom João I de Portugal era também um devoto do Santo, e foi no seu reinado que São Jorge substituiu Santiago Maior como padroeiro de Portugal. Em 1387, ordenou que a sua imagem a cavalo fosse transportada na procissão do Corpus Christi.

### Catalunha

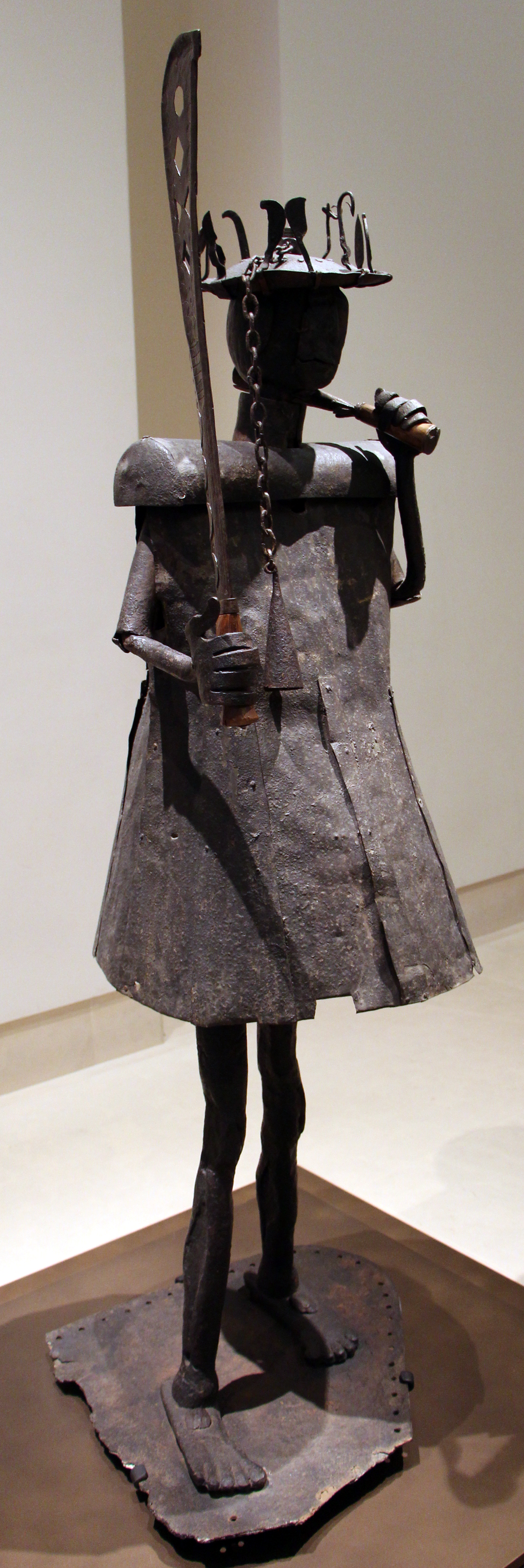
São Jorge é sincretizado como Ogum tanto no Brasil quanto em Cuba

A presença documental da devoção a São Jorge em terras catalãs remonta ao século VIII: documentos da época falam de um sacerdote de Tarragona chamado Jorge que fugiu para a Itália. Já no século X, um bispo de Vic tinha o nome de Jorge, e no século XI o abade Oliba consagrou um altar dedicado ao santo no mosteiro de Ripoll. Encontram-se exemplos do culto a São Jorge dessa época, na consagração de capelas, altares e igrejas em diversos pontos da Catalunha. Os reis catalães mostraram a sua devoção a São Jorge: Tiago I de Catalunha explica em suas crónica que foi visto o santo ajudando os catalães na conquista da cidade de Maiorca; Pedro o Cerimonioso fundou uma ordem de cavalaria sob a sua proteção; Afonso, o Magnânimo dedicou-lhe capelas nos reinos da Sardenha e Nápoles.
Os reis e a Generalidade da Catalunha impulsionaram a celebração da festa de São Jorge por todas as regiões catalãs. Em 1436, a Generalidade da Catalunha propôs, nas cortes reunidas em Montsó, a celebração oficial e obrigatória de São Jorge; em 1456, as cortes reunidas na Catedral de Barcelona ditaram uma constituição que ordenava a festa, inclusa no código das Constituições da Catalunha. As remodelações do Palácio da Generalidade (sede do governo catalão) feitas durante o século XV são a prova mais clara da devoção impulsionada por esse órgão público, ao colocar um medalhão do santo na fachada gótica e ao construir no interior a capela de São Jorge.

### Brasil
A influência de São Jorge na cultura portuguesa acompanhou a fundação do Brasil pelos portugueses.
Este santo é o padroeiro extraoficialmente, da cidade do Rio de Janeiro (título oficialmente atribuído a São Sebastião) e da cidade de São Jorge dos Ilhéus, além de ser padroeiro dos escoteiros, e da Cavalaria do Exército Brasileiro. Em maio de 2019, foi oficializado como padroeiro do Estado do Rio de Janeiro, ao lado de São Sebastião.
São Jorge também é venerado em diversas religiões afro-brasileiras, como a Umbanda, onde é sincretizado na forma de Ogum.
Todavia, a ligação de São Jorge com a Lua é algo puramente brasileiro, com forte influência da cultura africana, e em nada relacionado com o santo europeu. Em estados como Pernambuco, Rio Grande do Sul e Rio de Janeiro, o santo foi sincretizado a Ogum, enquanto na Bahia, sincretizado a Oxóssi. A tradição diz que as manchas apresentadas pela Lua representam o milagroso santo, seu cavalo e sua espada pronto para defender aqueles que buscam sua ajuda.
O santo também tem forte ligação com o clube de futebol Sport Club Corinthians Paulista. A relação entre São Jorge e o Corinthians tem raízes históricas e se manifesta de forma mística. A ligação se estabeleceu em 1926, quando o clube adquiriu um terreno na Fazenda São Jorge, dando origem à sede social e ao campo do time. A partir daí, São Jorge passou a ser considerado o padroeiro do clube, fortalecendo essa devoção que se tornou parte da identidade corinthiana. 

## Lenda do dragão e da princesa

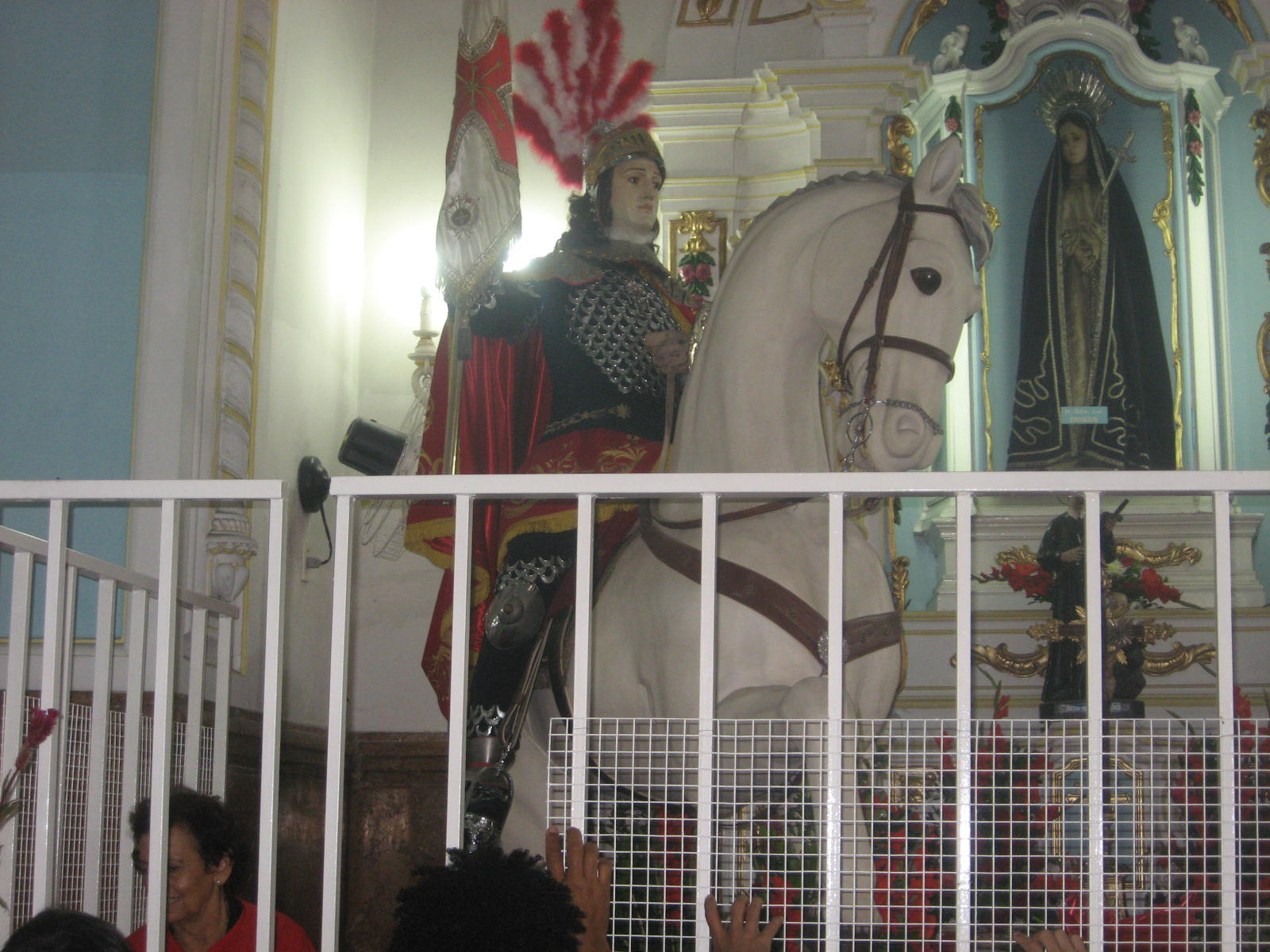
Imagem do santo localizada na Igreja de São Jorge no Centro do Rio de Janeiro

Baladas medievais contam que Jorge era filho de Lorde Albert de Coventry. Sua mãe morreu ao dá-lo à luz e o recém-nascido Jorge foi roubado pela Dama do Bosque para que pudesse, mais tarde, fazer proezas com suas armas. O corpo de Jorge possuía três marcas: um dragão em seu peito, uma jarreteira em volta de uma das pernas e uma cruz vermelho-sangue em seu braço. Ao crescer e adquirir a idade adulta, ele primeiro lutou contra os sarracenos e, depois de viajar durante muitos meses por terra e mar, foi para Sylén, uma cidade da Líbia.
Nesta cidade, Jorge encontrou um pobre eremita que lhe disse que toda a cidade estava em sofrimento, pois lá existia um enorme dragão cujo hálito venenoso podia matar toda uma cidade, e cuja pele não poderia ser perfurada nem por lança e nem por espada. O eremita lhe disse que todos os dias o dragão exigia o sacrifício de uma bela donzela e que todas as meninas da cidade haviam sido mortas, só restando a filha do rei, Sabra, que seria sacrificada no dia seguinte ou dada em casamento ao campeão que matasse o dragão.

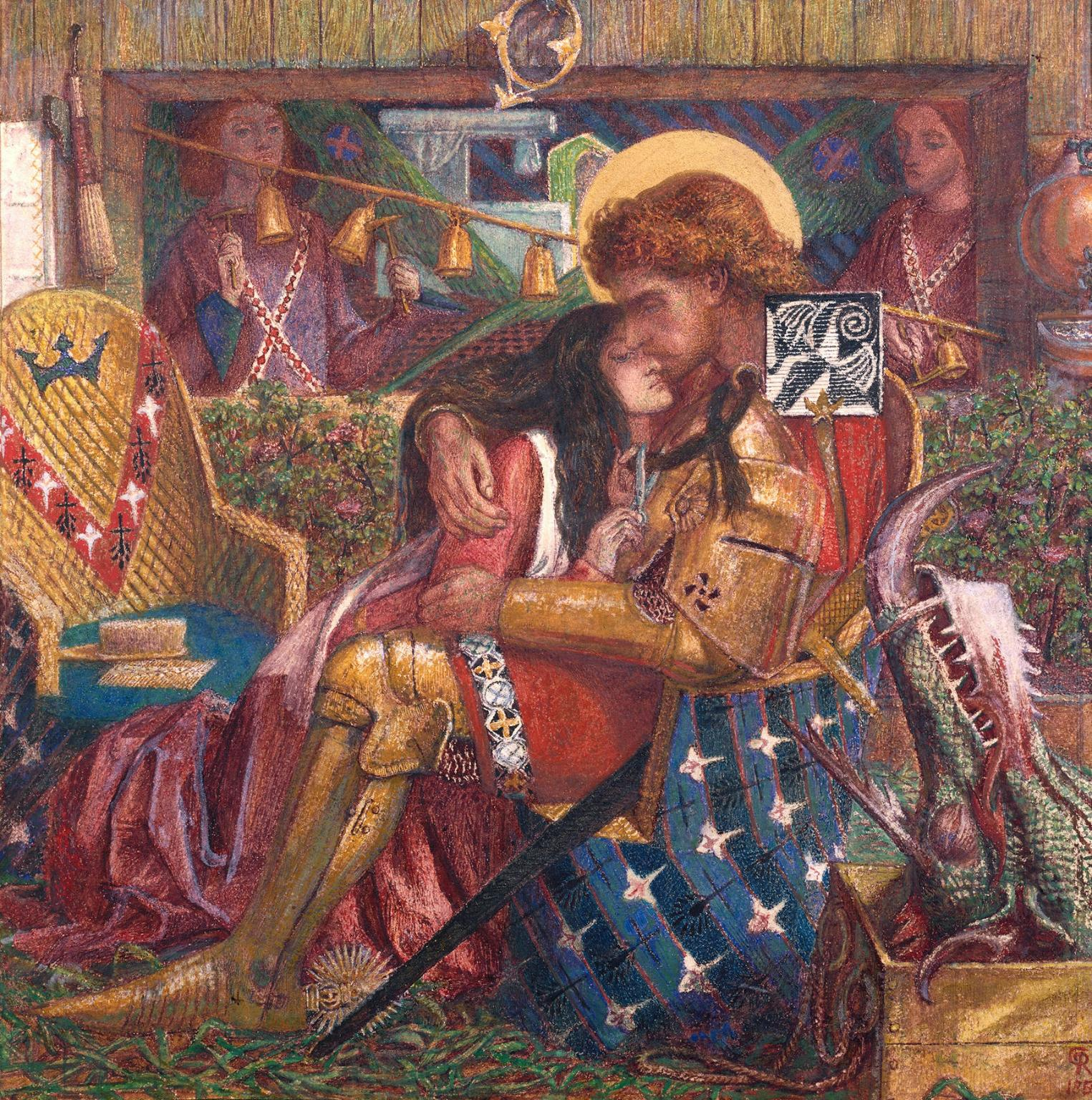
Casamento de São Jorge e Sabra (1857), pintura de Dante Gabriel Rossetti

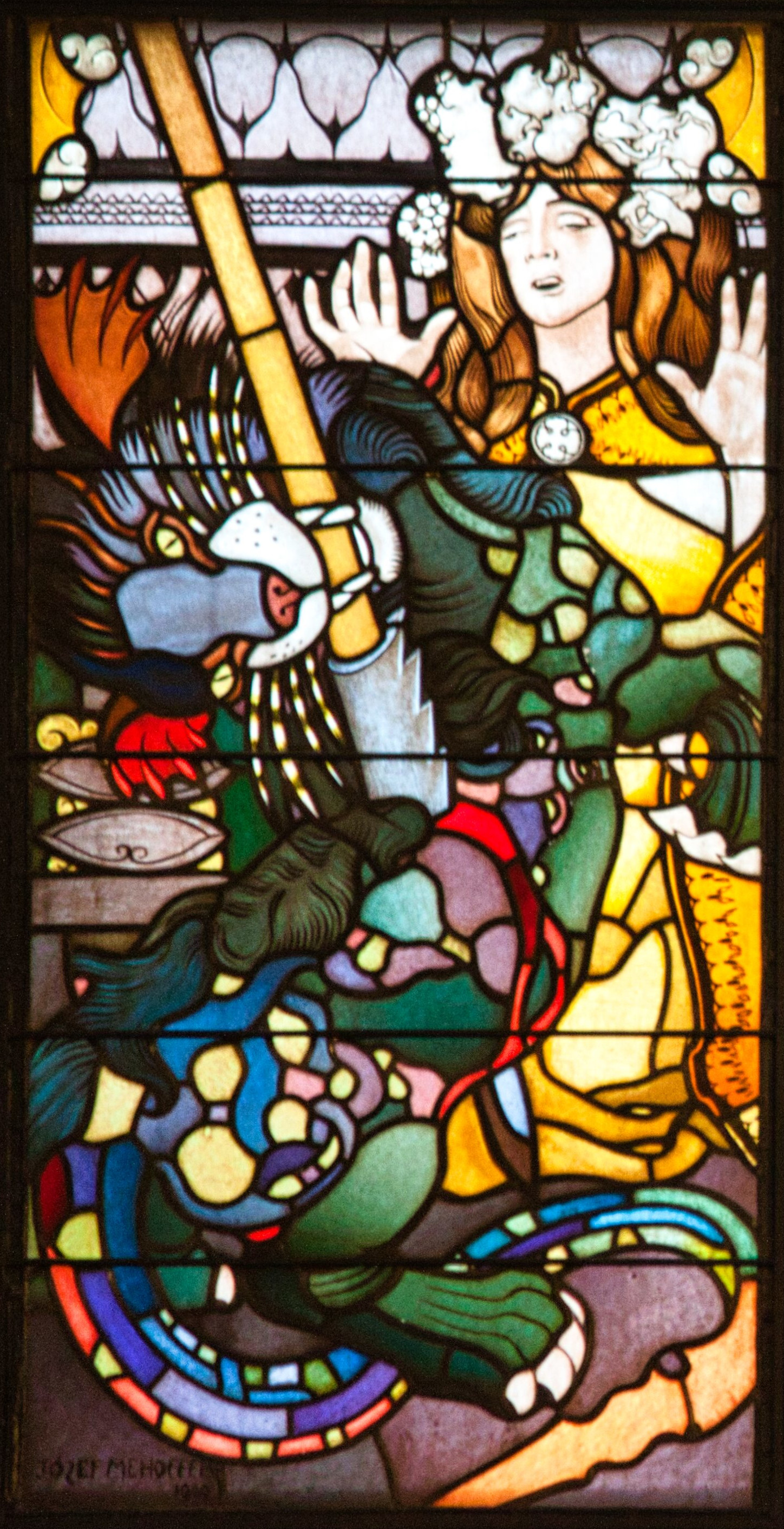
O dragão e a princesa, vitral de J. Mehoffer na catedral de Friburgo, Suíça

Ao ouvir a história, Jorge ficou determinado em salvar a princesa. Ele passou a noite na cabana do eremita e quando amanheceu partiu para o vale onde o dragão morava. Ao chegar lá, viu um pequeno cortejo de mulheres lideradas por uma bela moça vestindo trajes de pura seda árabe. Era a princesa, que estava sendo conduzida pelas mulheres para o local do sacrifício. São Jorge se colocou na frente das mulheres com seu cavalo e, com bravas palavras, convenceu a princesa a voltar para casa.
O dragão, ao ver Jorge, sai de sua caverna, rosnando tão alto quanto o som de trovões. Mas Jorge não sente medo e enterra sua lança na garganta do monstro, matando-o. Como o rei do Marrocos e do Egito não queria ver sua filha casada com um cristão, envia São Jorge para a Pérsia e ordena que seus homens o matem. Jorge se livra do perigo e leva Sabra para a Inglaterra, onde se casa e vive feliz com ela até o dia de sua morte, na cidade de Coventry.
De acordo com a outra versão, Jorge acampou com sua armada romana próximo a Salone, na Líbia. Lá existia um gigantesco crocodilo alado que estava devorando os habitantes da cidade, que buscaram refúgio nas muralhas desta. Ninguém podia entrar ou sair da cidade, pois o enorme crocodilo alado se posicionava em frente a estas. O hálito da criatura era tão venenoso que pessoas próximas podiam morrer envenenadas. Com o intuito de manter a besta longe da cidade, a cada dia ovelhas eram oferecidas à fera até estas terminarem e logo crianças passaram a ser sacrificadas.
O sacrifício caiu então sobre a filha do rei, Sabra, uma menina de catorze anos. Vestida como se fosse para o seu próprio casamento, a menina deixou a muralha da cidade e ficou à espera da criatura. Jorge, o tribuno, ao ficar sabendo da história, decidiu pôr fim ao episódio, montou em seu cavalo branco e foi até o reino resgatá-la, mas antes fez o rei jurar que se a trouxesse de volta, ele e todos os seus súditos se converteriam ao cristianismo. Após tal juramento, Jorge partiu atrás da princesa e do "dragão". Ao encontrar a fera, Jorge a atinge com sua lança, mas esta se despedaça ao ir de encontro à pele do monstro e, com o impacto, São Jorge cai de seu cavalo. Ao cair, ele rola o seu corpo, até uma árvore de laranjeira, onde fica protegido por ela do veneno do dragão até recuperar suas forças.
Ao ficar pronto para lutar novamente, Jorge acerta a cabeça do dragão com sua poderosa espada Ascalon. O dragão derrama então o veneno sobre ele, dividindo sua armadura em dois. Uma vez mais, Jorge busca a proteção da laranjeira e em seguida, crava sua espada sob a asa do dragão, onde não havia escamas, de modo que a besta cai muito ferida aos seus pés. Jorge amarra uma corda no pescoço da fera e a arrasta para a cidade, trazendo a princesa consigo. A princesa, conduzindo o dragão como um cordeiro, volta para a segurança das muralhas da cidade. Lá, Jorge corta a cabeça da fera na frente de todos e as pessoas de toda cidade se tornam cristãs. A vitória de São Jorge sobre o dragão é simbolizada como a vitória sobre as hostes islâmicas na época das Cruzadas. Ricardo Coração de Leão o invocava como protetor dos soldados.
O dragão (o demónio) simbolizaria a idolatria destruída com as armas da Fé. Já a donzela que o santo defendeu representaria a província da qual ele extirpou as heresias.